# Vittorino Canciani
Vittorino Canciani (Mortegliano, 25 maggio 1925 – Città del Vaticano, 11 ottobre 2014) è stato un presbitero, teologo e scrittore italiano.

## Biografia
Nato a Mortegliano da famiglia umile, fu ordinato sacerdote nel 1948 e destinato alla parrocchia di S. Quirino a Udine.
Assegnato successivamente alle parrocchie di Mereto di Capitolo e poi di Muzzana del Turgnano, nel 1960 ricevette dal vescovo di Udine l'incarico di seguire la nuova comunità di San Cromazio (Patriarca di Aquileia) nel nuovo quartiere della periferia udinese denominato "Villaggio del Sole" assumendo l'onere di edificare la nuova chiesa e la nuova canonica parrocchiale. 
Durante questi primi anni di sacerdozio inizia la produzione letteraria su tematiche teologiche e sociologiche pubblicando tra gli altri  “La triplice dimensione del Medio-Friuli negli anni ‘50”, “Il profitto: le sue cause e le sue leggi”, “Osservazioni storiche sulla svolta economica europea avvenuta durante il secolo XV e il suo influsso sul Friuli d’allora”, “Movimento operaio e cooperazione friulana: dalla ‘Rerum Novarum’ alla prima guerra mondiale”, “Il cristiano oggi per la costruzione della Comunità internazionale”, “Religione nei colori di Benares, principale santuario dell’Induismo”, “Le Mont St. Michel: un piccolo Sinai sul freddo golfo di St. Malo”.
Fu ministro sacerdotale presso la parrocchia di San Francesco Saverio alla Garbatella a partire dai primi anni 1970, su volontà della Diocesi di Roma.
Durante gli anni romani riprese l'attività letteraria pubblicando tra gli altri: I SS. Cirillo e Metodio e il mondo slavo nel secolo IX (testo fondamentale tradotto in greco e russo sulla storia dei primi evangelizzatori dei popoli slavi), Islam: un mondo da conoscere (1978), Un’aurora sul Sinai (collegando alcuni famosi episodi biblici e attualità), Angeli e demoni(un trattato teologico, focalizzato sui Padri della Chiesa), Stromata (sociologia e storia) e la raccolta di poesie Rose e spine.
Per il suo volume forse più noto  “Da Tokio a Marrakech” (1975) vinse in quegli anni anche il Premio Internazionale CIAC per la Narrativa e il Premio Nazionale della Cultura dalla Presidenza del Consiglio dei Ministri. La Presidenza del Consiglio nel 2001, gli conferiva anche il Premio della Cultura “per la pregevole opera svolta nel campo della Saggistica” per la grande produzione storico sociologica, teologico e storica. 
Nel 1992, dopo circa venti anni di servizio come parroco della Garbatella, venne nominato protonotario apostolico e canonico della Basilica Papale di Santa Maria Maggiore di Roma, due anni dopo nel 1994 Papa Giovanni Paolo II lo chiamò in Vaticano nominandolo canonico della Basilica di San Pietro. In questi anni in Vaticano coniugò la sua attività di conferenziere e scrittore con i doveri dei canonici vaticani nell'accoglienza delle delegazioni estere in visita al Pontefice e per l'officio delle funzioni sacre della basilica.
Per le sue attività e i meriti in campo letterario e sociologico gli sono state conferite ben cinque lauree honoris causa in Filosofia, Storia Moderna, Psicologia, Sociologia e Diritto Internazionale da parte di università europee e degli Stati Uniti.
Nel 2001 ha istituito a Mortegliano la Fondazione "Monsignor Vittorino Canciani" ospitata presso la Villa comunale dei Conti di Varmo di Mortegliano per promuovere, valorizzare e conservare le opere, gli scritti ed il patrimonio culturale, nonché il ricordo futuro di Monsignor Canciani.  Nel 2002 è stato nominato Grand'Ufficiale al Merito della Repubblica Italiana.
Alla sua morte nel 2014 è stato sepolto nella tomba dei sacerdoti morteglianesi del Cimitero di Mortegliano.